# Людмила Вармужова
Людмила Вармужова (чеськ. Ludmila Varmužová; нар. 25 лютого 1979) — колишня чеська тенісистка.
Найвищу одиночну позицію світового рейтингу — 159 місце досягла 14 липня 1997, парну — 189 місце — 7 серпня 1995 року.
Здобула 1 одиночний титул туру ITF.
Завершила кар'єру 2001 року.

## Фінали ITF

### Одиночний розряд (1–2)
| Легенда          |
| ---------------- |
| турніри $100,000 |
| турніри $75,000  |
| турніри $50,000  |
| турніри $25,000  |
| турніри $10,000  |

| Фінали за покриттям |
| ------------------- |
| Тверде (1–1)        |
| Ґрунт (0–1)         |
| Трава (0–0)         |
| Килим (0–0)         |

| Результат | Ранг | Дата           | Турнір                    | Покриття | Суперниця          | Рахунок            |
| --------- | ---- | -------------- | ------------------------- | -------- | ------------------ | ------------------ |
| Перемога  | 1.   | 5 серпня 1996  | ITF Джакарта 2, Індонезія | Тверде   | Тамарін Танасугарн | 6–2, 6–4           |
| Поразка   | 1.   | 30 червня 1997 | ITF Кампінас, Бразилія    | Ґрунт    | Ларісса Шерер      | 4–6, 1–6           |
| Поразка   | 2.   | 4 травня 1998  | ITF Тампіко, Мексика      | Тверде   | Сара Тейлор        | 6–4, 4–6, 1–4 ret. |

### Парний розряд (0–4)
| Легенда          |
| ---------------- |
| турніри $100,000 |
| турніри $75,000  |
| турніри $50,000  |
| турніри $25,000  |
| турніри $10,000  |

| Фінали за покриттям |
| ------------------- |
| Тверде (0–3)        |
| Ґрунт (0–0)         |
| Трава (0–0)         |
| Килим (0–1)         |

| Результат | Ранг | Дата           | Турнір                       | Покриття  | Партнерка       | Суперниці                             | Рахунок            |
| --------- | ---- | -------------- | ---------------------------- | --------- | --------------- | ------------------------------------- | ------------------ |
| Поразка   | 1.   | 20 лютого 1995 | ITF Ньюкасл, Велика Британія | Килим (i) | Сандра Клейнова | Седа Норландер Хрістіна Пападакі      | 6–7(3–7), 3–6      |
| Поразка   | 2.   | 24 липня 1995  | ITF Стамбул 2, Туреччина     | Тверде    | Ямаґісі Йоріко  | Емануела Брузаті Марія Паола Дзавальї | 6–7(5–7), 3–6      |
| Поразка   | 3.   | 4 березня 1996 | ITF Рокфорд, США             | Тверде    | Анна Курникова  | Еллі Гакамі Валда Лейк                | 2–6, 3–6           |
| Поразка   | 4.   | 6 квітня 1998  | ITF Дубай, ОАЕ               | Тверде    | Петра Гашпар    | Вінне Пракуся Бенджамас Сангарам      | 6–7(1–7), 6–1, 3–6 |

## Юніорські фінали турнірів Великого шолома

### Дівчата, парний розряд (4–2)
| Результат | Рік  | Турнір                                 | Покриття | Партнерка      | Суперниці                         | Рахунок       |
| --------- | ---- | -------------------------------------- | -------- | -------------- | --------------------------------- | ------------- |
| Перемога  | 1994 | Відкритий чемпіонат Австралії з тенісу | Тверде   | Коріна Мораріу | Іветте Бастінг Александра Шнайдер | 7–5, 2–6, 7–5 |
| Поразка   | 1994 | Вімблдонський турнір                   | Трава    | Коріна Мораріу | Нанні де Вільєрс Ліззі Джелфс     | 3–6, 4–6      |
| Перемога  | 1995 | Відкритий чемпіонат Австралії з тенісу | Тверде   | Коріна Мораріу | Обата Саорі Урабе Намі            | 6–1, 6–2      |
| Перемога  | 1995 | Відкритий чемпіонат Франції з тенісу   | Ґрунт    | Коріна Мораріу | Аліче Канепа Джулія Казоні        | 7–6, 7–5      |
| Перемога  | 1995 | Відкритий чемпіонат США з тенісу       | Тверде   | Коріна Мораріу | Анна Курникова Александра Ольша   | 6–3, 6–3      |
| Поразка   | 1996 | Відкритий чемпіонат Франції з тенісу   | Ґрунт    | Анна Курникова | Аліче Канепа Джулія Казоні        | 2–6, 7–5, 5–7 |